# Зайбель, Феликс
Феликс Зайбель (нем. Felix Seibel; род. 7 июля 1997 года, посёлок Кубанка, Алтайский край, Россия) — немецкий скелетонист российского происхождения. Чемпион Германии по скелетону 2018 года.

## Спортивная карьера
Феликс Зайбель учился в третьем классе, когда впервые посетил занятия по санному спорту. В 2010 году из санного спорта перешел в скелетон. С 2016 года в сборной Германии по скелетону. В 2018 году Зайбель выиграл чемпионат Германии среди мужчин. В 2021 году, благодаря двойной победе в Иглсе и двойной и в Кенигзее, Феликс смог выиграть Межконтинентальный кубок 2021 года с результатом в 582 очка.
На Кубке мира по скелетону в сезоне 2023/24 годов Зайбель впервые поднялся на подиум, заняв третье место на этапе в Лиллехаммере. По итогам сезона 2023/2024 годов в общем зачёте Кубка мира стал восьмым.
Помимо спорта, Феликс Зайбель изучает юриспруденцию в Мюнстере.

## Семья
Феликс Зайбель происходит из семьи русских немцев. Отец Константин, ученый историк, был директором школы, мать Елена работала педагогом. Из Алтайского края семья приехала в небольшой городок Халленберг в 1998 году. Писатель и журналист Эдгар Зайбель — его родной брат.